# True Hills
Le True Hills sono delle colline rocciose alte 850 m e situate a circa 1.9 km a sudest delle Wiggans Hills, e che delimitano il margine nordorientale dei La Grange Nunataks della Catena di Shackleton, nella Terra di Coats in Antartide.
Nel 1967 fu effettuata una ricognizione aerofotografica da parte degli aerei della U.S. Navy. Un'ispezione al suolo fu condotta dalla British Antarctic Survey (BAS) nel periodo 1968-71.
L'attuale denominazione fu assegnata nel 1971 dal Comitato britannico per i toponimi antartici (UK-APC), in onore di Anthony True, ispettore della BAS presso la stazione Halley nel periodo 1968-70.